# Andrew Chafin
Pour les articles homonymes, voir Chafin.
Andrew Gregory Chafin (né le 17 juin 1990 à Kettering, Ohio, États-Unis) est un lanceur gaucher des Ligues majeures de baseball jouant avec les Tigers de Détroit.

## Carrière
Joueur des Golden Flashes de l'université d'État de Kent, Andrew Chafin est réclamé par les Diamondbacks de l'Arizona au premier tour de sélection et est le 43e joueur sélectionné au total par un club du baseball majeur au repêchage amateur de 2011. Il est une sélection que les Diamondbacks obtiennent en compensation de la perte de l'agent libre Adam LaRoche au profit des Nationals de Washington. Alors qu'il évolue à Kent en 2009, Chafin subit une opération de type Tommy John au coude gauche dont la convalescence le tient à l'écart du jeu durant toute la saison 2010.
Andrew Chafin fait ses débuts professionnels dans les ligues mineures en 2011 et gradue au niveau Triple-A en 2014. Il fait ses débuts dans les majeures avec Arizona le 13 août 2014 comme lanceur partant face aux Indians de Cleveland. Il les blanchit pendant 5 manches, est retiré de la partie, et n'est pas un des lanceurs de décision dans le match gagné par Arizona en 12 manches de jeu.
Assigné à l'enclos de relève pour 2015, Chafin y connaît beaucoup de succès. À sa première année dans ce rôle, il remet une moyenne de points mérités de 2,76 en 75 manches lancées lors de 66 sorties.